# Sweet Spot
『Sweet Spot』（スイート スポット）は、日本のバンドゆらゆら帝国の通算10枚目のアルバムである。2005年5月18日発売。発売元はソニー・ミュージックアソシエイテッドレコーズ 。

## 概要
- オリジナルとしては2年3ヶ月ぶりとなるアルバム。
- 初回分は紙ジャケ仕様でデジパック仕様、特製ステッカー封入。

## 収録曲
1. 2005年世界旅行(7:25)
作詞:Shintaro Sakamoto、作曲・編曲：Yurayurateikoku
2. ザ・コミュニケーション(5:58)
作詞:Shintaro Sakamoto、作曲・編曲：Yurayurateikoku
3. ロボットでした(5:40)
作詞:Shintaro Sakamoto、作曲・編曲：Yurayurateikoku
4. 急所(3:46)
作詞:Shintaro Sakamoto、作曲・編曲：Yurayurateikoku
5. タコ物語(5:08)
作詞:Shintaro Sakamoto、作曲・編曲：Yurayurateikoku
6. はて人間は?(2:42)
作詞:Shintaro Sakamoto、作曲・編曲：Yurayurateikoku
7. 貫通前(2:35)
作詞:Shintaro Sakamoto、作曲・編曲：Yurayurateikoku
8. スイートスポット(5:05)
作詞:Shintaro Sakamoto、作曲・編曲：Yurayurateikoku
9. ソフトに死んでいる(4:43)
作詞:Shintaro Sakamoto、作曲・編曲：Yurayurateikoku
10. 宇宙人の引越し(4:08)
作詞:Shintaro Sakamoto、作曲・編曲：Yurayurateikoku

## PV
本アルバムの5曲目に収録されている『タコ物語』は、シングルカットされていないものの、ミュージックビデオが制作・公開された。
このPVは赤い衣装を着た人物が白い箱の周りをうろつくという内容であり、衣装の造形は有限会社西村映造が担当した。
監督を務めた山口保幸はMusicman-netのインタビューの中で「赤い全身タイツに目玉と口だけを貼った状態で、夜の公園で（『タコ物語』のPVの）テスト撮影をしたが、悪夢になりそうなぐらい相当やばいものだった」と振り返っている。